# Meizodon regularis
Meizodon regularis là một loài rắn trong họ Rắn nước. Loài này được Fischer mô tả khoa học đầu tiên năm 1856.